# Хойя, Бенхамин
Э́ктор Бенхами́н «Бе́нджи» Хо́йя Химе́нес (англ. и исп. Héctor Benjamín «Benji» Joya Jiménez; родился 22 сентября 1993 года в Сан-Хосе, Калифорния, США) — американский футболист мексиканского происхождения, полузащитник.

## Клубная карьера
Родители Хойи — мексиканские иммигранты, переехавшие в США. Бенхамин начал заниматься в футбольной школе USSF Development Academy «Де Анса Форс». В 2011 году он переезжает на историческую родину в Мексику и присоединяется к молодёжной команде «Сантос Лагуны». Клаусуру 2012 года он провёл в юношеской команде клуба. 8 сентября 2012 года в товарищеском матче против «Чикаго Файр» Хойя дебютировал за основную команду и забил гол, который помог добиться «Сантосу» ничьей, 2:2. 24 сентября в поединке против «Хагуарес Чьяпас» Бенхамин дебютировал в Лиге МХ.
В начале 2014 года Бенхамин на правах аренды перешёл в американский «Чикаго Файр» на один год. 9 марта в матче против «Чивас США» он дебютировал MLS. В этом же поединке Хойя забил свой первый гол за «Файр». Летом 2015 года Бенхамин вновь был отдан в аренду, его новой командой стала «Некакса». 31 октября в матче против «Лобос БУАП» он дебютировал за новую команду.
Летом 2016 года Бенхамин покинул «Сантос» и в сентябре подписал контракт со «Спортингом Канзас-Сити». За канзасцев Бенджи дебютировал 19 октября в матче Лиги чемпионов КОНКАКАФ 2016/17 против тринидадского «Сентрала». Перед началом сезона 2017 Хойя был отчислен из «Спортинга».
В январе 2018 года Хойя заключил соглашение с клубом «Ирапуато» из третьего дивизиона чемпионата Мексики.
В апреле 2019 года Хойя присоединился к клубу Национальной независимой футбольной ассоциации «Окленд Рутс». В апреле 2020 года Хойя был арестован, после чего «Окленд Рутс» разорвал контракт с ним.

## Международная карьера
В 2013 году Хойя в составе молодёжной сборной США дошёл до финала молодёжного чемпионата КОНКАКАФ, где его сборная уступила в дополнительной время хозяевам турнира мексиканцам. На турнире Бенхамин сыграл в матчах против сборных Канады, Гаити, Кубы, Коста-Рики и Мексики. В финале против мексиканцев Хойя забил свой первый гол за молодёжную команду.
В том же году Хойя в составе молодёжной сборной США выступал на молодёжном чемпионате мира в Турции. На турнире он принял участие в матчах против команд Испании и Франции.